# 히가시구 (후쿠오카시)
히가시구(일본어: 東区)는 일본 후쿠오카현 후쿠오카시를 구성하는 7개 구 중 하나이다.
이전에는 전역이 후쿠오카시의 구시내(1889년 4월 1일에 후쿠오카시로 성립)에서 독립된 군이었다. 현재는 시내 도심부의 주택 지역의 성격이 강하고 후쿠오카시의 행정구 중에서 가장 인구가 많다. 아일랜드 시티와 가시이 정차장 철거지 재개발 등 프로젝트도 많아 변화가 현저하다.

## 지리
지도상의 방위로는 후쿠오카시의 북동부 및 북부라고 할 수 있는 장소이지만 후쿠오카 시민들은 일반적으로 후쿠오카시의 "동쪽"으로 보고 있다. 하카타만 연안을 구역으로 하고 북동단부의 우미노나카미치로 불리는 사주가 서쪽에 약 9km에 걸쳐서 퍼져 있다. 그 앞에는 육계도인 시카섬이 있다. 그 때문에 구역은 정확히 하카타만을 세 방면으로 둘러싸는 형태가 되어 있다.
남쪽으로 하카타구 및 시메정·가스야정, 동쪽으로 히사야마정, 북쪽으로 신구정과 접한다. 남부에서능 다다라강과 우미강이 흐른다. 동쪽 신구정·히사야마정과의 경계에는 200~300m급 산이 있다.
또한 하카타만과 접하는 해상 매립 도시인 후쿠오카 아일랜드시티를 마주하고 있고 그 주위에는 와지로 개펄이 연선에 있다.

## 역사
난보쿠초 시대인 1336년에 규슈로 무사히 달아난 아시카가 다카우지 등과 기쿠치씨 사이에 다다라하마 전투가 벌어졌다. 아즈치모모야마 시대인 1587년에 고바야카와 다카카게가 나지마에성을 쌓았지만 세키가하라 전투 이후 고바야카와 히데아키가 비젠국 오카야마에 증가 이봉되어 구로다 나가마사가 후쿠오카에 입봉했을 때 폐성되어 돌담이나 성루 등은 후쿠오카성에 유용되었다.
구역은 옛 지쿠시군 가타카스정 일부·가스야군 하코자키정·가시정·다다라정·와지로정·시카정에 해당한다. 이 지역이 후쿠오카시에 편입된 후 1972년 4월 1일에 후쿠오카시가 정령지정도시가 되면서 동시에 히가시구가 성립해 현재에 이른다.

## 교육
- 규슈 대학

## 교통

### 철도
- 규슈 여객철도
  - 가고시마 본선
  - 가시선

- 후쿠오카시 교통국(후쿠오카시 지하철)
  - 하코자키선

- 서일본 철도
  - 가이즈카선

### 도로
- 규슈 자동차도
- 후쿠오카 고속도로
- 국도 3호선
- 국도 201호선
- 국도 495호선